# Знадоби до словаря южноруского
«Знадоби до словаря южноруского» — тлумачний-лексикографічний словник української мови, виданий Іваном Верхратським 1877 року, що містить близько 2500 слів з указівкою місць їхнього вжитку й поширення. Виданий у друкарні Наукового товариства Шевченка у Львові. Словник попри недоліки отримав схвальні відгуки від мовознавців.

## Опис

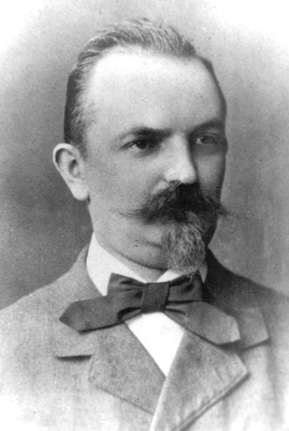
Іван Верхратський

Укладач словника Іван Верхратський використав не тільки лексику західноукраїнських говорів, а й говорів сходу України, як-от: занісно, нарозумити, позадь (позадє), склочитися тощо. Такий напрямок роботи упорядника за часів боротьби з язичієм мав позитивне значення для розвитку української мови.
Автор намагався дотримуватися таких принципів:
- подавати передусім слова і звороти, уживаних у народній мові;
- подавати слова і звороти, уживаних у творах українських письменників;
- подавати слова і звороти зі старослов'янської мови, уживаних у творах українських письменників;
- подавати якнайменше або й зовсім не подавати нових слів.

Слова здебільшого мали ілюстративне речення з творів письменників, народних пісень, казок тощо. Якщо була можливість, то автор подавав іще місцевість поширення і ситуацію, у якій уживають слово, а також корінь і однокореневі слова з інших слов'янських мов. Записану місцеву лексеку пояснено одним словом або словосполукою. У передмові Іван Верхратський написав, що слів і речень подано так, як їх вимовляють місцеві люди. І все для того, «щоби указати, де слова більшою частиною рідші, місцеві уживаються, а також тому, що іноді тоє самоє слово в ріжних сторонах має значінє одмінне».

## Критика
У рецензії словника, опублікованої у львівському виданні «Другъ», Михайло Павлик зазначив, що автор словника повів свою важливу справу у виданні матеріалів лексикографічних (особливо галицьких) — далі. Він відзначив, що більшою мірою подав слова людей з Галичини. Кожне слово не було представлено у походженні, бо це робота, на думку рецензента, для більшої кількості академіків. Водночас Михайло Павлик зауважив, що видання словника є поважним і потрібним. Він також закликав, щоб більше людей бралось за лексикографічну роботу та роботу над двома великими словниками української мови з радикальною фонетичним правописом на зразок драгоманівки.
Польський філолог Александер Брюкнер у рецензії у німецькому славістичному виданні «Archiv für slavische Philologie» у своїй рецензії вказував, що славісти у боргу перед автором за старанний та цікавий виклад матеріалу у забуту українську лексикографію.
У варшавському академічному виданні «Русский филологический вестник» у 1880 році у своїй рецензії Каленик Шейховський написав, що Іван Верхратський керувався порівняльним методом. Суттєвою перевагою словника він схарактеризував як те, що у кожному слові вказана місцевість походження слова (у сукупності 45 місцевостей, переважно з Галичини). Іншою перевагою видання є точність пояснень особливо з німецького або латинського походження. Недоліком видання, на думку Каленика Шелейховського є пояснення слів винятково українською мовою, мала кількість наголосів, розташування багатьох слів не за абеткою, часткова відсутність роду у словах, порівняння слів деколи мають нічого спільного між собою. Попри недоліки рецензент рекомендував словник всім мовознавцям славістики.

## Значення
«Знадоби до словаря южноруского» були лише знадобами, матеріалами до словника української мови. З лексикографічного погляду видання було словником місцевих західноукраїнських слів. Поруч з ним були використані слова, що вживалися й вживаються в українській літературній мові.
Серед негативних рис відзначають:
- відсутність якогось єдиного принципу в побудові словника: одних слів подано так, як у тлумачному словнику, інших − як у порівняльному чи етимологічному;
- відсутність у деяких слів ілюстративних речень;
- відсутність граматичних ремарок і позначення місця наголосу в багатьох словах.

Серед позитивних рис відзначають:
- у словнику подано й пояснено слова не лише західноукраїнських, а й східно- й центральноукраїнських;
- деякі слова проілюстровано прикладами з творів Івана Котляревського, Тараса Шевченка, Марко Вовчка, що сприяло виробленню єдиних лексичних норм української літературної мови.